# الدوري الإنجليزي لكرة القدم 2013–14
الدوري الإنجليزي لكرة القدم 2013–14 (بالإنجليزية: 2013–14 Football League)‏ هو موسم من دوري كرة القدم الإنجليزي. فاز فيه ليستر سيتي.